# Samsung SGH-D600
Samsung SGH-D600 – telefon rozsuwany z platformy SWIFT wprowadzony na polski rynek w 2004 roku. Do sprzedaży trafił również Samsung SGH-D600E który zawiera dodatkowo EDGE.

## Pozostałe funkcje telefonu
- Bateria: Li-Ion
- Pojemność: 840 mAh
- Czas rozmowy: 3.5 h
- Czas czuwania: 280 h
- Java
  - MIDP 2.0
  - CLDC 1.1, Hl
  - Ograniczenie na 1 aplikację do 300 kB
- WAP
  - 2.0 HTTP Stack
- Polifonia
  - 64-tonowa
- Aparat fotograficzny
  - 2 megapiksele
  - Wbudowany CMOS
  - 2-krotny zoom cyfrowy
  - Flesz LED
  - Efekty zdjęć
  - Obracanie zdjęć
- Kamera
  - Maksymalny czas nagrania: 1 godzina
  - Nagrywanie z głosem
  - Obsługiwane formaty video: MPEG4, H.263 + AMR NB
- Antena
  - Wbudowana
- Wiadomości
  - SMS
  - EMN
  - MMS
- Platforma
  - Telefon czterozakresowy (850/900/1800/1900 MHz)
  - GPRS klasa 10, klasa B
  - EDGE klasa 10, klasa B (opcjonalonie dla modelu D600E)
  - 80 MB pamięci wbudowanej
  - Przeglądarka Openwave 6.2.3.3
- Organizer
  - 1000 wpisów w książce telefonicznej
  - Kalendarz
  - Kalkulator
  - Budzik
  - Stoper
  - Timer
  - Alarmy, przypominacz
  - Przelicznik walut
  - Zegar i data
  - Opcja poufności
- Przesyłanie danych
  - Bluetooth wersja 1.2
  - USB
- Inne funkcje
  - TV out
  - Przeglądarka dokumentów Microsoft Office
  - Czytnik kart pamięci TransFlash
  - Odtwarzacz MP3
  - Nagrywanie wideo